# Quelque part en France
Pour plus de détails, voir Fiche technique et Distribution.
Quelque part en France (Reunion in France) est un film américain réalisé par Jules Dassin, sorti en 1942.

## Synopsis
Au cours de l'Occupation allemande en France, une jeune Française abrite un aviateur américain. Une histoire d'amour naît entre eux.

## Fiche technique
- Titre : Quelque part en France
- Titre original : Reunion in France
- Réalisation : Jules Dassin
- Scénario : Jan Lustig, Marvin Borowsky et Marc Connelly d'après la pièce de Ladislaus Bus-Fekete
- Production : Joseph L. Mankiewicz
- Société de production : Loew's et MGM
- Musique : Franz Waxman et (non crédités) David Snell, Eric Zeisl
- Montage : Elmo Veron
- Photographie : Robert H. Planck
- Direction artistique : Cedric Gibbons
- Décorateur de plateau : Edwin B. Willis
- Costumes : Irene
- Format : Noir et blanc - Son : Mono (Western Electric Sound System)
- Pays d'origine : États-Unis
- Genre : Drame
- Durée : 104 minutes
- Date de sortie :
  - États-Unis : 25 décembre 1942

## Distribution
- Joan Crawford : Michelle 'Mike' de la Becque
- John Wayne : Pat Talbot
- Philip Dorn : Robert Cortot
- Reginald Owen : Schultz, agent de la Gestapo
- Albert Bassermann : Général Hugo Schroeder
- John Carradine : Ulrich Windler, chef de la Gestapo
- Anne Ayars : Juliette Pinot
- J. Edward Bromberg : Durand
- Moroni Olsen : Paul Grebeau
- Henry Daniell : Emile Fleuron
- Howard Da Silva : Anton Stregel, agent de la Gestapo
- Charles Arnt : Honoré
- Morris Ankrum : Martin
- Edith Evanson : Geneviève
- Ernst Deutsch : Capitaine
- Margaret Laurence : Clothilde
- Odette Myrtil : Madame Montanot
- Louis Donath : Réceptionniste d'hôtel

Acteurs non crédités
- Oliver Blake : Hypolite
- Ann Codee : Rosalie
- Jean Del Val : Concierge
- Ava Gardner : Marie
- Henry Kolker : Général Bartholomew
- Peter Leeds : Un jeune homme
- Louis Mercier : Un chauffeur
- Greta Meyer : Une cliente
- Natalie Schafer : Frau Amy Schröder
- Arthur Space : Henker (officier allemand)
- Michael Visaroff : Vigouroux
- Jacqueline White : Danielle
- Claudia Drake : Fille
- Gayne Whitman : Maître d'hôtel

## Autour du film
- Quelque part en France est le dernier film produit par Joseph L. Mankiewicz pour la MGM.